# Billete de mil colones de 2011
El billete de mil colones de 2011 es parte del sistema monetario de Costa Rica y se emite por el Banco Central de Costa Rica por primera vez en ese año, en sustitución del billete de mil colones de 1975, como parte de una nueva familia de billetes que se pone en circulación progresivamente.
El billete es impreso en polipropileno, con el color rojo predominante, en un tamaño de 125 x 67 mm. En el anverso tiene la imagen de Braulio Carrillo Colina y del Escudo del Estado de Costa Rica vigente de abril de 1840 a abril de 1842. En el reverso lleva la imagen de un bosque seco, un venado Cola Blanca, un árbol de Guanacaste y una planta de pitahaya.
En 2011, el tipo de cambio promedio en Costa Rica es de ₡500 por $1,00 siendo este billete equivalente aproximadamente a $2,00 de EE. UU..
Este billete fue puesto en circulación a partir del 19 de junio de 2011, en forma simultánea con el anterior billete de mil colones de 1975. Este último billete perdió su capacidad de pago el 31 de agosto de 2011.

## Familia de billetes
La nueva familia de billetes tiene seis denominaciones: ¢1.000, ¢2.000, ¢5.000, ¢10.000, ¢20.000 y ¢50.000.
Se le llama “familia” de billetes pues todos tienen los elementos colocados en la misma posición. En 2011 solamente están en circulación las denominaciones de ¢1.000, ¢2.000 y ¢20.000. Permanecen circulando las viejas denominaciones de ¢5.000 y ¢10.000, donde los personajes y las denominaciones varían de lugar entre un billete y otro.
Los billetes son de diferente tamaño con el fin de ayudar a las personas no videntes y a quienes tienen problemas de visión a distinguirlos mejor, según una instrucción que giró la Sala Constitucional. Cada billete hace referencia a uno de los seis ecosistemas que existen en Costa Rica y tienen impresos en el anverso a un Benemérito de la Patria.
La empresa que fabrica estos nuevos billetes es Oberthur Technologies, cuyas instalaciones se ubican en Rennes, Francia.

## Detalle de emisiones

### Emisión de 2011
Catálogo # (Nuevo)
Impreso por Oberthur Technologies
Serie A
- 2 de septiembre de 2009 (circula en 2011)

| Denominación    | Efigie                   | Color predominante | Dimensiones | Imagen del anverso | Imagen del reverso |
| --------------- | ------------------------ | ------------------ | ----------- | ------------------ | ------------------ |
| ₡1.000 Serie A  | Braulio Carrillo Colina  | Rojo               | 125 x 67 mm |                    |                    |
| ₡2.000 Serie A  | Mauro Fernández Acuña    | Azul               | 132 x 67 mm |                    |                    |
| ₡5.000 Serie A  | Alfredo González Flores  | Amarillo           | 139 x 67 mm |                    |                    |
| ₡10.000 Serie A | José Figueres Ferrer     | Verde              | 146 x 67 mm |                    |                    |
| ₡20.000 Serie A | Carmen Lyra              | Naranja            | 153 x 67 mm |                    |                    |
| ₡50.000 Serie A | Ricardo Jiménez Oreamuno | Morado             | 160 x 67 mm |                    |                    |